# 堀井亜生
堀井 亜生（ほりい あおい、1977年 - ）は、日本の弁護士、法律評論家、堀井亜生法律事務所代表。第一東京弁護士会所属。離婚問題に造詣が深い。

## 経歴
北海道札幌市出身。北海道札幌南高等学校、中央大学法学部法律学科卒業。堀井亜生法律事務所代表。第一東京弁護士会所属。離婚問題に特に詳しく、取り扱った離婚事例は2000件超。豊富な経験と事例分析をもとに多くの案件を解決へ導いており、男女問わず全国からの依頼を受けている。
また、相続問題、医療問題にも詳しい。「ホンマでっか!?TV」（フジテレビ系）をはじめ、テレビやラジオへの出演も多数。執筆活動も精力的に行っており、著書に『ブラック彼氏』（毎日新聞出版）、『モラハラ夫と食洗機　弁護士が教える15の離婚事例と戦い方』（小学館）など。

## 著書
- フラクタル法律事務所の離婚カウンセリング―離婚の答えが出るノート（日本加除出版）[3]
- ブラック彼氏 恋愛と結婚で失敗しない50のポイント（毎日新聞出版）[4]
- モラハラ夫と食洗機　弁護士が教える15の離婚事例と戦い方（小学館）[5]

## 出演

### テレビ
- ホンマでっか!?TV（フジテレビ）[6] - 法律評論家として準レギュラー
- 情報プレゼンター とくダネ!（フジテレビ）

### 雑誌
- 現代ビジネス（2020年～）[7] - 連載
- マイナビウーマン（2016年～2017年）[8] - 連載
- 漫画　ブラック彼氏（プレミアCheese!連載、原作　2021年～）[9] - 連載